# Clinus cottoides
Clinus cottoides är en fiskart som beskrevs av Valenciennes, 1836. Clinus cottoides ingår i släktet Clinus och familjen Clinidae. Inga underarter finns listade i Catalogue of Life.